# Scientometria
La scientometria, nata a cavallo tra gli anni 1960 e 1980, è la scienza «che si occupa della misura e dell'analisi della scienza» e delle produzioni scientifiche.
Aspetti cardine della scientometria sono la valutazione e la misurazione delle pubblicazioni scientifiche, elementi che rappresentano delle funzioni fondamentali nel processo di crescita e di disseminazione della conoscenza scientifica. Valutare la ricerca significa stabilire norme e criteri per misurare la quantità ed esprimere giudizi sulla qualità di una produzione scientifica. La valutazione della ricerca si basa sia su un approccio qualitativo sia su uno quantitativo e utilizza diversi metodi: 
- l'analisi bibliometrica
- il panel
- la peer review
- l'analisi costi-benefici
- il grado di internazionalizzazione

Con il termine bibliometria, disciplina scientifica all'interno della scientometria, ci si riferisce alla misurazione delle pubblicazioni scientifiche.

## La scientometria come scienza
All'interno della comunità scientifica, la scientometria è quel campo di studio che si occupa della misura e dell'analisi della scienza. La scientometria è un ambito molto complesso e specialistico che coinvolge differenti tipologie di esperti in tutto il mondo: specialisti e ricercatori in bibliometria, società scientifiche, periodici, partecipanti ai forum e liste di discussione su varie discipline.

### Storia
La scientometria è un ambito di studio relativamente recente: nasce negli anni ‘60-'70 come scienza che punta a  fornire strumenti di misura delle varie discipline scientifiche grazie alla configurazione di una serie di indicatori che siano in grado di soddisfare le esigenze degli utenti. Il padre fondatore della scientometria è Derek John De Solla Price (1922-1983), specialista inglese dell'informazione che formulò l'idea di una crescita esponenziale della scienza in riferimento allo sviluppo del Philosophical Transactions of the Royal Society, la prima rivista accademica moderna, negli anni 1665-1850.
Oggi, la scientometria moderna è basata sulle opere del suo padre fondatore e su quelle di Eugene Garfield.
Garfield nel 1955 ipotizza per la prima volta il concetto di "impact factor", inteso come uno strumento per ricostruire l'impatto di un determinato articolo di ricerca all'interno della comunità scientifica analizzato attraverso le citazioni ottenute da quella pubblicazione. L'idea si concretizza nel 1961, con la pubblicazione del Science Citation Index (SCI), un indice delle citazioni contenute in circa 600 delle riviste più influenti del settore scientifico. Scopo dello SCI era quello di fornire agli scienziati un punto di riferimento per la ricerca di qualità. Il Science Citation Index viene pubblicato dall'Institute of Scientific Information (ISI), fondato dallo stesso Garfield. Negli anni successivi l'ISI pubblica repertori analoghi anche per le scienze sociali (Social Sciences Citation Index, 1973) e le discipline umanistiche (Arts & Humanities Citation Index, 1978).
L’International Society for Scientometrics and Infometrics (ISSI) è stata fondata nel 1993 ed include alcuni dei pionieri della scientometria come il già citato Eugene Garfied, Tibor Braun, Bertram C. Brookes, Leo Egghe (ideatore del G-Index) e altri.

### Riviste
Uno dei periodici più importanti nel campo della scientometria è Scientometrics, assieme a Journal of the American Society for Information Science and Technology (JASIST), Social Studies of Science e il periodico elettronico Cybermetrics. International Journal of Scientometrics, Infometrics and Bibliometrics.

## Metodi di valutazione della ricerca
La valutazione della ricerca si avvale di un duplice approccio:
- un approccio quantitativo in termini di impatto scientifico, brevettabilità e numero di contatti con aziende interessate a finanziare temi di ricerca;
- un approccio qualitativo basato sul giudizio dei pari o peer-review;

La valutazione della ricerca attraverso analisi bibliometrica è una pratica ormai consolidata in moltissimi paesi, ma altri metodi, tra i quali tra i quali il panel (modello anglosassone), il peer review (revisione paritaria) e l'analisi del beneficio economico cominciano ad essere sempre più affiancati all'analisi bibliometrica in molti paesi.

### Analisi bibliometrica
L'analisi bibliometrica è quella branca della bibliometria che nasce dal presupposto che una produzione di un ricercatore ha valore solo quando è sottoposta al giudizio di un comitato dei pari aventi merito scientifico. L'idea di fondo è quella della possibilità di misurare il sapere scientifico grazie al numero di pubblicazioni su riviste scientifiche di alta qualità calcolato grazie all'utilizzo di indicatori bibliometrici. L'analisi bibliometrica punta all'analisi quantitativa di una qualsiasi unità della comunicazione scientifica (sia essa un articolo, un capitolo di un volume, un paper o una produzione di ricerca) ed è basata sulla convinzione che una ricerca, dopo essere stata pubblicata in una rivista di alta qualità ed essere stata sottoposta a referaggio dai referee o da un comitato dei pari (peer review), sarà citata da altri ricercatori nello stesso ambito che la utilizzeranno come punto di partenza per le loro produzioni originali. Di conseguenza, secondo questo modello, maggiore è il numero di citazioni di una produzione, maggiore sono la sua qualità e il suo prestigio. Di recente, sono state condotte analisi bibliometriche anche negli archivi ad accesso aperto o Open Archive.
L'indicatore bibliometrico più conosciuto l'Impact Factor (IF), o "fattore d'impatto". Ipotizzato per la prima volta da Eugene Garfield e pubblicato dall'Institute of Scientific Information, oggi viene calcolato a partire dalle riviste indicizzate dal Journal Citation Reports (JCR), di proprietà di Thomson Reuters. L'Impact Factor è una misura che si applica a una rivista scientifica: il fattore di impatto è dato dal rapporto fra il numero di citazioni ricevute in un dato anno dagli articoli pubblicati in una rivista nei due anni precedenti, e il totale degli articoli pubblicati nella rivista nei due anni presi in considerazione. Il JCR affianca all'IF altre metriche, quali:
- Journal Immediacy Index: indice di immediatezza, calcola il numero di citazioni ricevute nello stesso anno della pubblicazione.
- 5-years Journal Impact Factor: l'impact factor calcolato sugli articoli dei 5, anziché 2, anni precedenti.
- Half-life index: calcola l'età mediana di una pubblicazione, considerando il numero di anni della pubblicazione che comprendono il 50% delle citazioni ricevute dalla rivista.
- Total Cites: il numero totale di citazioni ricevute.

L'Impact Factor, nonostante sia stato adottato negli anni come principale elemento di misurazione dell'importanza delle riviste scientifiche, presenta diversi aspetti critici. Si tratta innanzitutto di un indice che prende in considerazione le riviste nel loro complesso, e non i singoli articoli pubblicati a loro interno. La differenza specifica fra le diverse discipline scientifiche inoltre non viene considerata.
Negli anni sono stati proposti diversi indici bibliometrici, che considerano fattori diversi rispetto all'IF.

#### L'Eigenfactor
L'Eigenfactor (EI) nasce nell'Università di Washington nel 2007. Applicando una logica analoga all'algoritmo PageRank di Google, l'Eigenfactor misura l'impatto citazionale di una rivista valutando la diversa importanza delle riviste da cui provengono le citazioni: citazioni proveniente da riviste più influenti hanno una rilevanza, un "peso", maggiore.

#### L'H-Index
L'indice di Hirsch o H-index è stato creato nel 2005 dal fisico Jorge Hirsch, dell'Università di San Diego. L'indice si basa sul numero delle pubblicazioni di un autore e sul numero di citazioni ricevute: un ricercatore possiede un indice h, se h dei suoi articoli pubblicati in n anni (Np) hanno ottenuto almeno h citazioni ciascuno, e i rimanenti (Np – h) articoli hanno ricevuto ognuno meno di h citazioni. La più evidente differenza con l'Impact Factor è che si tratta di una misura che si concentra sulla prestazione e la produttività di un autore, anziché sull'impatto degli articoli o delle riviste.

### Il panel
Il mondo anglosassone predilige il panel come metodo di valutazione della ricerca più efficace. Il panel consiste nell'effettuare visite da parte di gruppi di valutatori (referee panels) alle istituzioni da valutare e incontri con il personale addetto alla ricerca, il personale tecnico amministrativo e gli studenti. I criteri di valutazione dei panels e la loro frequenza differiscono in base al tipo di Ateneo e alle esigenze locali. Il panel è il metodo di valutazione usato da Research Assessment Exercise (RAE).

## Il conflitto di interesse nella produzione scientifica
L'analisi incrociata fra gli autori di pubblicazioni e loro incarichi in istituti privati ed aziende private evidenzia la presenza di conflitti di interesse in alcune pubblicazioni scientifiche.
Nel caso di studi oncologici, coinvolgenti società farmaceutiche, è stato rilevato che un terzo delle sperimentazioni pubblicate presentava conflitti di interesse, un'analisi pubblicata sulla rivista Cancer arrivava alla conclusione che si deve prestare attenzione a dividere gli sforzi sulla ricerca sul cancro dagli interessi dell'industria e che procedure rigorose di selezione degli articoli da pubblicare devono essere adottate dalle riviste scientifiche  quanto sono evidenziati conflitti di interesse. In particolare, la ricerca basata su 1534 studi oncologici, pubblicati nel 2006 in 8 autorevoli riviste scientifiche, ha evidenziato che gli studi svolti con sovvenzioni da società farmaceutiche erano maggiormente orientati ai trattamenti terapeutici (62% degli articoli rispetto al 36%  di articoli scritti da ricercatori non collegabili ad ambiti industriali), e che i risultati dei test clinici statistici su campioni casuali avevano maggiori riscontri di successo  positivo nei casi presentanti un conflitto di interesse.

## Compravendita di articoli scientifici
Nel 2013 una ricerca condotta da un gruppo di redattori della rivista Science ha rivelato l'esistenza di agenzie cinesi che formalmente offrirebbero a pagamento  traduzioni ed editing specializzati per articoli da pubblicare su riviste scientifiche prestigiose per quegli studiosi che dispongono di poco tempo per rivedere o anche scrivere articoli, ma nella realtà vendono articoli scientifici scritti da altri ricercatori; il prezzo di uno questi articoli, scritto in modo da superare la revisione paritaria richiesta per essere pubblicato in una rivista elevando la qualifica del firmatario, può essere pari allo stipendio annuale di un professore, ma è compensato dai vantaggi di progresso di carriera facilitato dalla pubblicazione col proprio nome dell'articolo comprato. Una diffusione di questa compravendite nascosta metterebbe in crisi i sistemi di valutazione dei ricercatori in uso .